# Vittorio Puntoni
Vittorio Francesco Giovanni Puntoni (Pisa, 24 giugno 1859 – Roma, 21 marzo 1926) è stato un grecista e politico italiano.

## Biografia
Laureato in lettere a Pisa, in cattedra fin dal 1888 come incaricato di letteratura greca e di storia comparata delle lingue neoclassiche e latine, fu docente straordinario di letteratura greca e paleografia classica a Palermo nel biennio 1890-1892. Si trasferì quindi come ordinario di letteratura greca all'Università di Bologna, dove rimase fino al termine della carriera assumendone la carica di rettore dal 1896 al 1911 e dal 1917 al 1923. Fu uno dei più accesi sostenitori del conferimento del premio Nobel a Giosuè Carducci.
Fu tra i firmatari del manifesto degli intellettuali fascisti redatto da Giovanni Gentile.
Alla sua morte, avvenuta a Roma nel 1926, Bologna lo celebrò con solenni esequie. La salma esposta alla Cappella dei Bulgari in Archiginnasio e infine la sepoltura nella Certosa cittadina.

Nella seduta del consiglio comunale di Bologna, tenutasi il 21.2.1926, viene così commemorato dal Sindaco Umberto Puppini: 
"Signori Consiglieri! Ho il dolore di dovere cominciare anche la seduta di stamane con una ben luttuosa notizia.Pochi momenti fa è giunto un telegramma da Roma che annuncia la morte, colà avvenuta, del Senatore prof. Vittorio Puntoni.Il Senatore Puntoni è stato uno dei più insigni cultori delle letterature classiche e, particolarmente, della letteraratura greca.Egli venne molto giovane a Bologna e dopo pochissimo tempo di insegnamento nella nostra Università fu elevato alla carica altissima di Rettore. Tenne questa carica per molti anni a due riprese, con l'intervallo del rettorato dell'illustre prof. Pesci. L'opera che ha svolta il prof. Puntoni è stata di singolare importanza, tanto che noi che amiamo vivamente il nostro antico Studio, nulla di meglio possiamo augurare se non che, in seguito, quelle che saranno le vicende di esso, siano sempre nobili e gloriose come al tempo del Rettore Puntoni.La Città di Bologna è stata molto grata all'opera svolta dal Puntoni e come insegnante e come scienziato e come rettore, tanto che il Consiglio comunale ritenne di conferirgli una distinzione che a pochi viene concessa, nominandolo Cittadino onorario.Alla memoria del prof. Vittorio Puntoni, dello scienziato illustre, del Rettore Magnifico, del cittadino vibrante di entusiasmo per la rinnovata vita della Nazione mandiamo il saluto più fervido, reverente e riconoscente".
1. ↑   Simona Salustri, Un ateneo in camicia nera, L'università di Bologna negli anni del fascismo..
2. ↑   Vittorio Puntoni - Università di Bologna, su www.unibo.it. URL consultato il 26 maggio 2024.
3. ↑   Storia Amministrativa, su www.comune.bologna.it. URL consultato l'11 aprile 2024.

## Opere

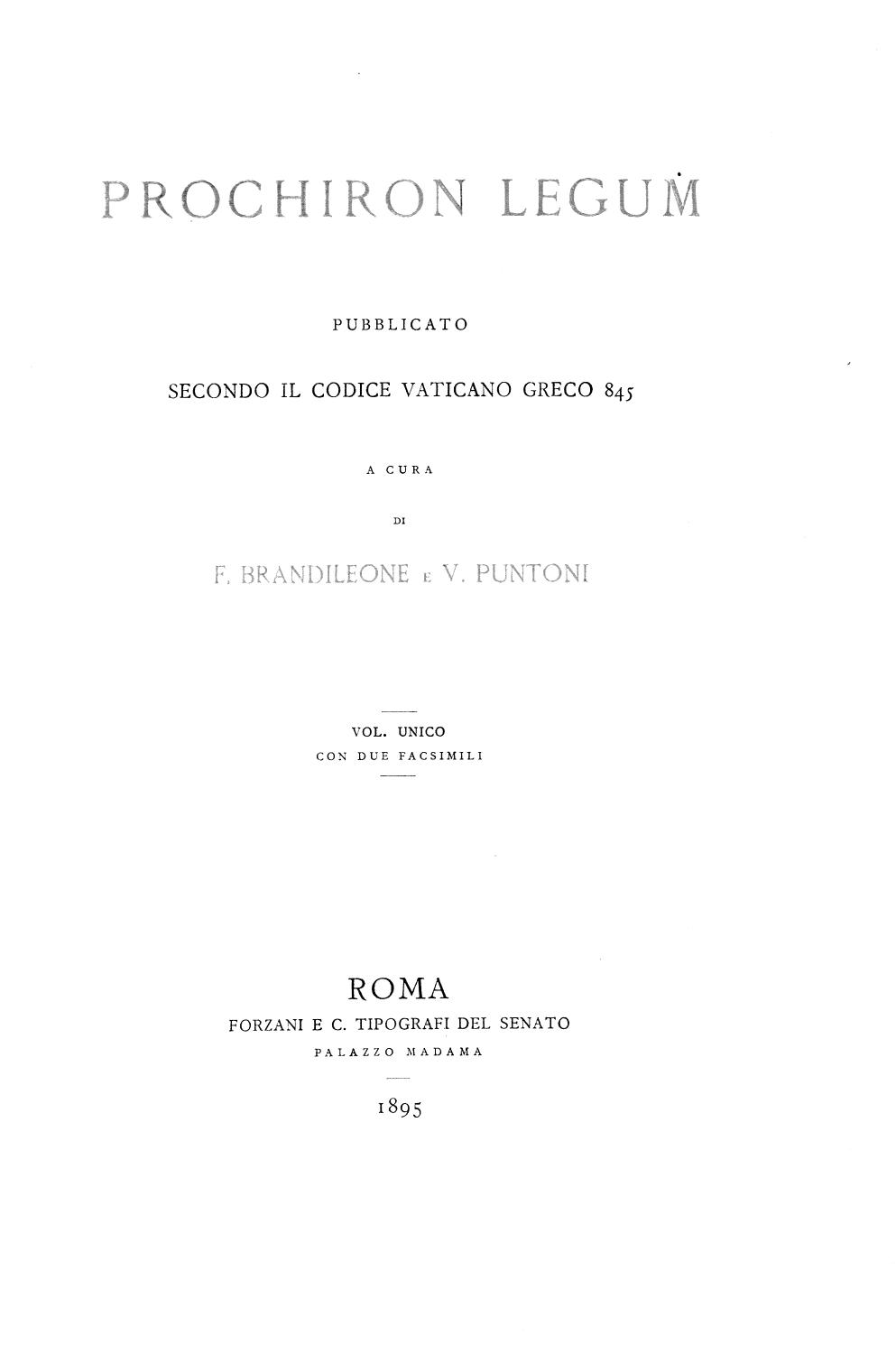
La curatela del Prochiron legum pubblicata con Francesco Brandileone

- Studi di mitologia greca ed italica. Sulla formazione del mito di Ippolito e Fedra, Pisa, T. Nistri, 1884.

Curatele
- Prochiron legum, Roma, Forzani e C., 1895.
- L'inno omerico a Demetra, Livorno, R. Giusti, 1896.